# Kiss Mihály (énekes)
Kiss Mihály (Arad, 1857 – Gombospuszta, 1914. augusztus 11.) színész, színműíró, énekes (bariton). 

## Életútja
1874-ben lépett színpadra Krecsányi Ignácnál Szatmáron, majd 1876-ban Szegedi Mihálynál játszott Ungvárott. Ezután Miskolcra ment, ahol kóristaként működött. Egyszer a Giroflé-Giroflá című operettben a beteg baritonistát helyettesítette, sikerére való tekintettel igazgatója magánszereplővé léptette elő. Ezután kezdett karrierje felfelé ívelni. 1891. december 3-án Népszínház tagja lett, itt 1892. március 13-tól népszínműénekesként működött nagy sikerrel. Ezután újból Krecsányinál játszott. 1909 decemberében ünnepelte 30 éves jubileumát. Utolsó fellépése Temesvárt a Cigánybáró Zsupánjában volt, ezután gazdasági intézőként dolgozott. Az Országos Színészegyesület tanácsának is tagja volt. Neje Hegyesi Mari színésznő volt, akivel 1884 nyarán Csóka Sándor társulatával a Budai Színkörben működött. Később elváltak. Kiss Mihály három oktávra terjedő bariton hanggal rendelkezett, népszínműben és operettben egyaránt fellépett. Hős-, bonviván- és szerelmesszerepeket alakított. Partnere volt Blaha Lujzának és utóda Tamássy Józsefnek. Leánya Kiss Eszter filmszínésznő.

## Fontosabb szerepei
- Kancsukoff (Suppé: Fatinica)
- Csillag Pál (Csepreghy F.: A piros bugyelláris)
- Lefèbre (Sardou: Szókimondó asszonyság)

## Fontosabb művei
- Cifra Jancsi (1880)
- Szikra Panna (1885, zenéje Konti Józseftől)
- Az árva pipacs (1887)
- Sugár Borcsa (1892)